# La Quemada

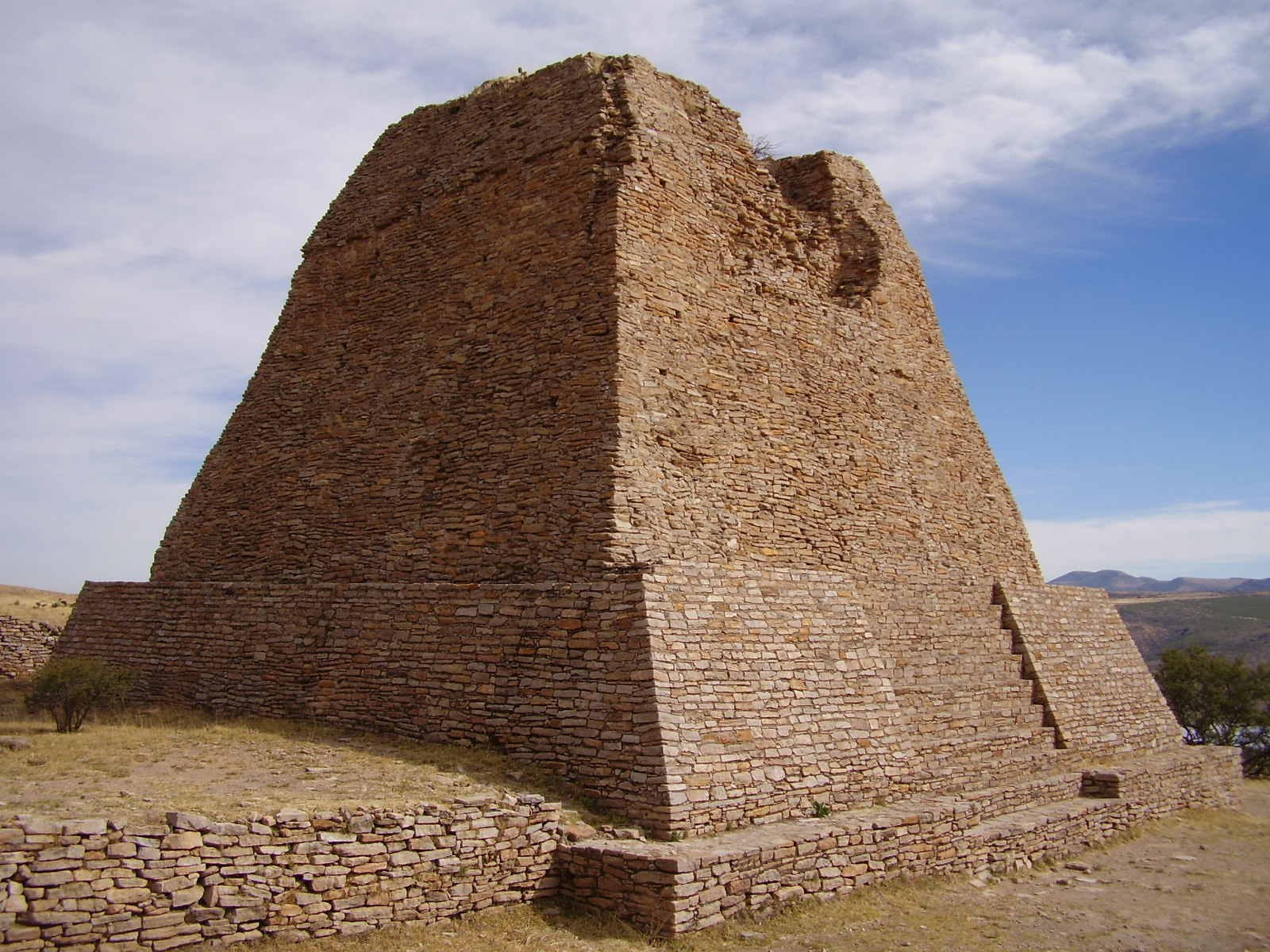
Pirâmide votiva de La Quemada

La Quemada é uma zona arqueológica situada no estado mexicano de Zacatecas, junto à estrada federal que liga Zacatecas a Guadalajara.

## Descrição da zona arqueológica
La Quemada é constituída por várias plataformas de alvenaria de vários tamanhos e que encostadas ao declive duma elevação do terreno funcionaram como fundações para as estruturas superiores. Sobre os lados sul e sudeste dessa elevação encontra-se uma grande concentração de edificações de índole cerimonial, várias das quais são complexos de plataformas pátio-afundado e altar-pirâmide, um atributo arquitectónico tipicamente mesoamericano.
Sobre a faixa poente da zona arqueológica encontram-se múltiplas plataformas ou terraços, que mais parecem constituir estruturas habitacionais que cerimoniais. Todos os elementos arquitectónicos de La Quemada estão construídos com lajes de riolito, extraídas da colina que se observa na direcção nordeste desde a Pirâmide Votiva.
Para unir  as lajes utilizou-se uma argamassa composta de argila e fibra vegetal que com o passar do tempo sofre erosão, o que causa a deterioração das estruturas construídas. Sobre esta alvenaria foram aplicadas várias camadas de barro e cal branca polida. Deste acabamento original restam unicamente pequenas secções.
Os estudos realizados até agora permitem determinar que o conjunto monumental ainda existente foi construído em vários períodos distintos. Sabe-se que no núcleo de alvenaria da zona arqueológica existem edificações mais antigas, cobertas por materiais de enchimento de etapas construtivas posteriores.
Considerando-se a totalidade dos elementos, desde as extensas calçadas até aos numerosos sítios menores por elas ligados a La Quemada, esta é uma zona arqueológica singular no conjunto dos sítios mesoamericanos.

## História
Dada a distância existente entre La Quemada e o centro da Mesoamérica, esta zona arqueológica tem sido objecto de diversas interpretações por parte dos historiadores e arqueólogos, que tentaram relacioná-la com diversas culturas.
Crê-se que este local pode ser o lendário Chicomostoc, um sítio caxcano, um enclave teotihuacano, um centro tarasco, um bastião contra invasores chichimecas, um empório tolteca, ou simplesmente, o produto de um desenvolvimento independente e capital dos povos indígenas a norte do rio Grande de Santiago.
Em 1615, Frei Juan de Torquemada identificou La Quemada como um dos locais visitados pelos mexicas durante a sua migração em direcção ao vale do México, onde deixaram velhos e crianças. Clavijero, em 1780, associou este lugar a Chicomostoc, onde os mexicas permeneceram durante nove anos durante a sua viagem para Anáhuac. Esta especulação deu lugar à tradição popular que identifica La Quemada com o lugar mítico chamado As sete grutas. Os trabalhos arqueológicos efectuados nesta zona a partir da década de 1980, permitiram precisar que La Quemada desenvolveu-se entre 300 e 1200 (períodos clássico e pós-clássico tardio) e que foi contemporânea da cultura Chalchihuites, caracterizada desde os primeiros séculos da era actual por uma intensa actividade mineira. La Quemada, Las Ventanas, El Ixtepete e vários povoados das terras altas de Jalisco e do centro-norte de Guanajuato formariam uma rede de intercâmbios vinculada a Teotihuacan (350 a 700), e que se estendia desde o norte de Zacatecas até ao vale do México.
É possível que as ligações estabelecidas pelos teotihuacanos fossem feitas com as élites locais dos centros cerimoniais da referida rede, ou pela aliança de vários intermediários locais ou porque eram pequenos grupos de mercadores teotihuacanos, residentes nesses centros, que asseguravam o fluxo dos diversos recursos e produtos, como minérios, sal, conchas, penas, obsidiana, peiote, entre outros.
Entre 700 e 1100, La Quemada já não participa nessa rede, e como lugar dominante dos intercâmbios a nível regional, começou a competir com alguns locais próximos. É durante este período que o sítio adquire um carácter defensivo. Evidência deste, é a construção, sobre o flanco norte do local, de uma muralha com aproximadamente 4 metros de altura por 4 metros de largura, assim como a eliminação de duas escadarias dentro do conjunto monumental com o propósito de restringir a circulação.
Dada a existência de marcas evidentes de um incêndio em vários locais do sítio, presume-se que o ocaso de La Quemada terá sido violento.